# Natalyite
La natalyite è un minerale.